# Zeina Akar

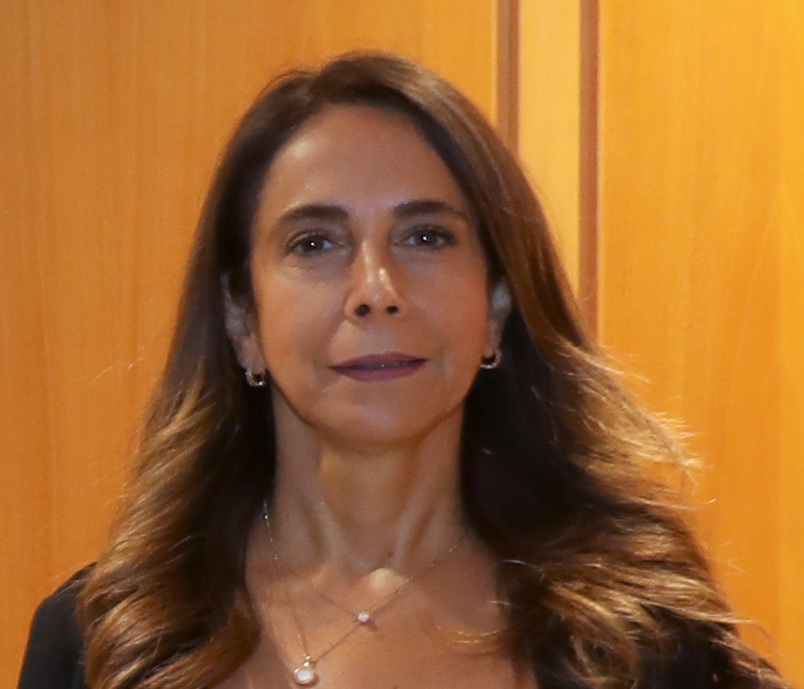
Zeina Akar em 2021.

Zeina Adra (Koura, c. 1975) é uma política e cientista social libanesa que atua como Ministra da Defesa e Vice-Primeira Ministra do Líbano desde 21 de janeiro de 2020. Ela é a primeira mulher a ser ministra da Defesa no mundo árabe.

## Primeiros anos
Zeina Akar nasceu em Koura. Ela é bacharel em marketing e gestão pela Lebanese American University e uma cientista social. Em 1998, ela e seu marido fundaram a Associação de Desenvolvimento Social e Cultural (INMA), uma ONG de desenvolvimento para fornecer serviços educacionais, de saúde e econômicos em Kefraya. Ela era a diretora executiva de uma empresa de pesquisa e consultoria chamada Information International, fundada por seu marido. Ela foi chamada de "representante" do partido Movimento Patriótico Livre.

## Carreira política
Akar foi nomeada Ministra da Defesa e Vice-Primeira Ministra em janeiro de 2020, uma das seis mulheres nomeadas para o Gabinete de vinte membros no novo governo chefiado pelo Primeiro Ministro Hassan Diab. Ela é a primeira mulher ministra da Defesa do país, e a primeira mulher ministra da Defesa no mundo árabe.
Akar não tem experiência militar ou de defesa. Quando questionada sobre sua nomeação, Diab questionou a necessidade de ter especialistas para o trabalho. Ela foi acusada de ser filiada a vários partidos políticos, mas as fontes negaram, dizendo que ela não tinha histórico partidário e foi escolhida pelo Presidente Michel Aoun. O advogado Imad al-Hout disse: “É claro que a escolha dos ministros, incluindo a ministra da defesa, não foi baseada principalmente na eficiência, mas na lealdade”. O Gabinete como um todo foi chamado de “tecnocrático”.
Na cerimônia de entrega em 23 de janeiro de 2020, quando ela substituiu Elias Bou Saab, Akar falou sobre o direito do povo de protestar e pressionar o governo e a responsabilidade do governo de agir no melhor interesse do povo. Ela disse que sua prioridade era combater a corrupção e pediu às pessoas que observassem o que ela faria antes de julgá-la. Após a explosão em Beirute em 4 de agosto de 2020, o governo de Hassan Diab renunciou em 10 de agosto e Akar terá a função de zelador do Ministério até que um governo substituto seja constituído.

## Vida pessoal
Akar é ortodoxa grega. Ela é casada com Jawad Adra, um empresário sunita que dirige uma das maiores empresas do país, e construiu o Museu Nabu com artefatos principalmente de sua coleção particular. Eles se casaram em Chipre, pois não podiam ter um casamento civil no Líbano como cristãos e muçulmanos.